# American Book Award
De American Book Award is een Amerikaanse literatuurprijs die in 1978 door de Before Columbus Foundation werd ingesteld. 
De prijs is bedoeld als een erkenning van bijzondere literaire prestaties door hedendaagse Amerikaanse schrijvers waarbij geen rekening wordt gehouden met diens achtergronden of andere zaken. De American Book Award is deels ontstaan als een reactie op meer beperkende of al langer bestaande prijzen.
Tot de prijswinnaars behoren onder anderen Toni Morrison, Edward Said, Isabel Allende, bell hooks en Don DeLillo.

## National Book Awards
De National Book Awards hebben tussen 1980 en 1987 ook American Book Award geheten. In 1987 werden die prijzen weer omgedoopt tot National Book Awards. Er bestaat geen relatie tussen beide prijzen.